# Contea di Lake (Illinois)
La contea di Lake (in inglese Lake County, contea del lago) è una contea dello Stato dell'Illinois, negli Stati Uniti. La popolazione al censimento del 2010 era di 706 462 abitanti. Il capoluogo di contea è Waukegan, nell'Illinois.
Secondo il censimento del 2000 questa è la trentunesima contea nella nazione per ricchezza pro capite, mentre nell'area metropolitana è seconda solo alla Contea di DuPage. Nel Chicagoland, le sue comunità sulla riva del lago Michigan rientrano in quella che era conosciuta come North Shore. Il territorio della contea di Lake è stato ricavato nel 1839 dalla contea di McHenry.